# Lepturges subglaber
Lepturges subglaber là một loài bọ cánh cứng trong họ Cerambycidae.